# 河合穗積
河合 穗積（かわい ほづみ、1976年9月1日 - ）は、日本の俳優。劇団新派所属。屋号は白兎屋（しらとや）。歌舞伎時代は立役で、市川猿若（いちかわ えんじゃく）を名乗った（屋号は澤瀉屋）。

## 来歴
1976年（昭和51年）埼玉県生まれ。1998年（平成10年）第15期国立劇場歌舞伎研修に参加、2000年（平成12年）修了。
同年4月の国立劇場『夏祭浪花鑑』の祭りの若い者役、捕手役ほかで初舞台。
その後三代目市川猿之助門下となり、2001年（平成13年）4月、新橋演舞場スーパー歌舞伎『新・三国志Ⅱ』諸侯兵ほかで市川猿若を名乗る。
以降、歌舞伎やスーパー歌舞伎で活躍。
2017年1月に師匠である二代目市川春猿が河合雪之丞と改名して劇団新派に入団する際に付き従い、新派に入団するとともに河合雪之丞門下となり、河合穗積と改名した。新派作品には雪之丞や喜多村緑郎（市川月乃助）らとともに、入団以前から客演していた。

## 主な出演作品

### 舞台
- 第254回歌舞伎公演『蓮絲恋慕曼荼羅』（2007年3月、国立劇場小劇場） - 修験者道渓 役
- りゅーとぴあ能楽堂シェイクスピアシリーズ『マクベス』（2007年3月、新潟りゅーとぴあ能楽堂） - レノックス 役
- 二十一世紀歌舞伎組公演　猿之助四十八撰の内『新・水滸伝』（2008年8月、ル テアトル銀座 by PARCO / 2011年、中日劇場 / 2013年8月、大阪新歌舞伎座 / 2015年8月、新歌舞伎座） - 載宗 役[2]
- 『極付 森の石松』（2008年10月、名古屋名鉄ホール / 新神戸オリエンタル劇場 / シアター1010） - 布橋の兼吉 役
- 花形新派公演『滝の白糸』（2010年10月、三越劇場 / 2012年、南座 / 博多座） - 猪之助 役
- 劇団EXILE公演『レッドクリフ -戦-』（2011年8月、青山劇場） - 魯粛 役
- 『明治一代女』（2014年1月、三越劇場） - 仙弥 役
- 『江戸みやげ 狐狸狐狸ばなし』（2014年8月、三越劇場） - 福蔵 役
- スーパー歌舞伎Ⅱ『空ヲ刻ム者』（2014年3月、新橋演舞場 / 4月、大阪松竹座） - 都の役人 貞義 役
- スーパー歌舞伎Ⅱ『ワンピース』（2015年、新橋演舞場 / 2016年、大阪松竹座 / 博多座） - フランキー 役
- 『華岡青洲の妻』（2017年1月、三越劇場 / 9月、大阪松竹座） - 木綿問屋 甚造 役
- 『黒蜥蜴』（2017年6月、三越劇場） - 北村　役
- アーティスト・ジャパン公演『夏の夜の夢』（2017年8月、カメリアホール） - 妖精の王オーベロン 役[3]
- 『黒蜥蜴 全美版』 （2018年6月、三越劇場）
- TEAM KAWAI Attract Vol.1『楽屋 ～流れ去るものは やがてなつかしき～』（2018年7月、Morph-Tokyo） - 女優B 役
- 『華岡青洲の妻』 （2018年9月、三越劇場）
- 『犬神家の一族』（2018年11月、大阪松竹座・新橋演舞場）
- 『日本橋』（2019年1月、三越劇場）
- 『華の太夫道中』（2019年2月、新橋演舞場）
- アトリエ新派『銀座復興』（2019年3月、新橋演舞場 地下特設会場「東」）
- 第一回 河合宥季の会『天守物語』（2019年4月、江東区亀戸文化センター・カメリアホール） - 姫川図書之助 役
- 『夜の蝶』（2019年6月、三越劇場）
- 山村美紗サスペンス『京都都大路 謎の花くらべ』（2019年8月、新橋演舞場）
- 『道頓堀ものがたり』（2019年10月、京都四条南座）
- 『明日の幸福』『神田祭』（2020年1月、三越劇場）
- 『八つ墓村』（2020年2月、新橋演舞場）

### テレビドラマ
- 水曜ミステリー9「カメラマン亜愛一郎の迷宮推理」（2013年11月13日放送、テレビ東京） - 恩田紀夫　役

### バラエティ番組
- 『クイズプレゼンバラエティー Qさま!!』お試しかっ!&Qさま!! 3時間SP>（2014年8月11日放送、テレビ朝日）[4]

### 映画
- シネマ歌舞伎『ワンピース』（2016年公開） - フランキー 役